# Jessy Bénet
Jessy Bénet (Le Creusot, 24 gennaio 1995) è un calciatore francese, centrocampista del Grenoble.

## Caratteristiche tecniche
È un centrocampista centrale.

## Carriera

### Club
Cresciuto nel settore giovanile del Montceau Bourgogne, inizia la propria carriera nel 2012, in Championnat de France amateur 2; nel 2014 viene acquistato dal Digione dove si alterna fra prima e seconda squadra debuttando fra i professionisti il 1º agosto 2014 in occasione dell'incontro di Ligue 2 pareggiato 1-1 contro il Nancy. Con il club biancorosso gioca due stagioni al termine delle quali viene ceduto in prestito prima all'Avranches e poi al Grenoble, che dopo aver vinto i play-off per l'accesso in Ligue 2 lo acquista a titolo definitivo nel 2018.

### Nazionale
Ha giocato nella nazionale francese Under-20.

## Statistiche
Statistiche aggiornate al 28 ottobre 2023.

### Presenze e reti nei club
| Stagione            | Squadra            | Campionato      | Campionato | Campionato | Coppe nazionali | Coppe nazionali | Coppe nazionali | Coppe continentali | Coppe continentali | Coppe continentali | Altre coppe | Altre coppe | Altre coppe | Totale | Totale | Totale |
| Stagione            | Squadra            | Comp            | Pres       | Reti       | Comp            | Pres            | Reti            | Comp               | Pres               | Reti               | Comp        | Pres        | Reti        | Pres   | Reti   |        |
| ------------------- | ------------------ | --------------- | ---------- | ---------- | --------------- | --------------- | --------------- | ------------------ | ------------------ | ------------------ | ----------- | ----------- | ----------- | ------ | ------ | ------ |
| 2012-2013           | Montceau Bourgogne | CFA             | 21         | 1          | CF              | 1               | 0               |                    | -                  | -                  |             | -           | -           | 22     | 1      |        |
| 2013-2014           | Montceau Bourgogne | CFA             | 19         | 5          | CF              | 0               | 0               |                    | -                  | -                  |             | -           | -           | 19     | 5      |        |
| 2014-2015           | Digione 2          | CFA2            | 6          | 3          |                 | -               | -               |                    | -                  | -                  |             | -           | -           | 6      | 3      |        |
| 2015-2016           | Digione 2          | CFA2            | 18         | 4          |                 | -               | -               |                    | -                  | -                  |             | -           | -           | 18     | 4      |        |
| 2014-2015           | Digione            | L2              | 8          | 0          | CF+CdL          | 2+1             | 0               |                    | -                  | -                  |             | -           | -           | 11     | 0      |        |
| 2015-2016           | Digione            | L2              | 8          | 0          | CF+CdL          | 1+3             | 0               |                    | -                  | -                  |             | -           | -           | 12     | 0      |        |
| 2016-2017           | Avranches 2        | CFA2            | 3          | 0          |                 | -               | -               |                    | -                  | -                  |             | -           | -           | 3      | 0      |        |
| 2016-2017           | Avranches          | N               | 30         | 2          | CF              | 5               | 1               |                    | -                  | -                  |             | -           | -           | 35     | 3      |        |
| 2017-2018           | Digione 2          | N3              | 1          | 0          |                 | -               | -               |                    | -                  | -                  |             | -           | -           | 1      | 0      |        |
| 2017-2018           | Grenoble           | N               | 25+2       | 3+0        | CF              | 5               | 2               |                    | -                  | -                  |             | -           | -           | 32     | 5      |        |
| 2018-2019           | Grenoble           | L2              | 18         | 2          | CF+CdL          | 1+0             | 0               |                    | -                  | -                  |             | -           | -           | 19     | 2      |        |
| 2019-2020           | Grenoble           | L2              | 22         | 5          | CF+CdL          | 1+0             | 1               |                    | -                  | -                  |             | -           | -           | 23     | 6      |        |
| 2020-2021           | Grenoble           | L2              | 34+2       | 9+0        | CF              | 2               | 0               |                    | -                  | -                  |             | -           | -           | 38     | 9      |        |
| 2021-2022           | Amiens             | L2              | 30         | 0          | CF              | 5               | 1               |                    | -                  | -                  |             | -           | -           | 35     | 1      |        |
| giu. 2022-gen. 2023 | Amiens             | L2              | 15         | 1          | CF              | 2               | 2               |                    | -                  | -                  |             | -           | -           | 17     | 3      |        |
| Totale Amiens       | Totale Amiens      | Totale Amiens   | 45         | 1          |                 | 7               | 3               |                    | -                  | -                  |             | -           | -           | 52     | 4      |        |
| gen.-giu. 2023      | Grenoble           | L2              | 18         | 3          | CF              | 3               | 0               |                    | -                  | -                  |             | -           | -           | 21     | 3      |        |
| 2023-2024           | Grenoble           | L2              | 11         | 2          | CF              | -               | -               |                    | -                  | -                  |             | -           | -           | 11     | 2      |        |
| Totale Grenoble     | Totale Grenoble    | Totale Grenoble | 132        | 24         |                 | 12              | 3               |                    | -                  | -                  |             | -           | -           | 144    | 27     |        |
| Totale carriera     | Totale carriera    | Totale carriera | 291        | 40         |                 | 32              | 7               |                    | -                  | -                  |             | -           | -           | 323    | 47     |        |